# Solar Fields
Solar Fields (укр. Сонячні поля) — шведський музичний проєкт, що пише електронну музику в стилях псайбієнт і чилаут. Проєкт Solar Fields створений Магнусом Біргерссоном (англ. Magnus Birgersson), який є його єдиним учасником. Solar Fields випустив одинадцять музичних альбомів і написав всю внутрішньоігрову інтерактивну музику для комп'ютерних ігор Capsized, Mirror's Edge (2008), Mirror's Edge: Catalyst (2016) які були розроблені шведською компанією EA Digital Illusions CE і вийшли на Electronic Arts.

## Історія
Магнус Біргерссон був учасником багатьох музичних проєктів і груп. Ще підлітком він грав на барабанах та інших ударних музичних інструментах, фортепіано, клавішних інструментах для різних груп. Згодом він заснував власний музичний проєкт Solar Fields, випустивши в 2001 році перший альбом «Reflective Frequencies».
Його електронна музика може бути описана як ембієнт, атмосферна, глибока, екстатична, індустріальна, але все ж органічна.
У 2004 році Solar Fields у співпраці з Aes Dana випустив альбом «Distances». Цей альбом вийшов як результат нової музичної групи H. U. V. A. Network.
У 2007 році Біргерссон почав роботу над внутрішньоігровим саундтреком для гри Mirror's Edge, яка вийшла 14 листопада 2008 року для ігрових приставок Xbox 360 і PlayStation 3 та 16 січня 2009 року для ПК.
Після анонсу гри Mirror's Edge 2 музикантові було поставлено питання, чи братиме він участь у розробці саундтреку до гри, на що він відповів: «Без коментарів».
30 вересня 2015 року DICE підтвердили участь Solar Fields в розробці саундтреку до Mirror's Edge: Catalyst.

## Дискографія
Студійні альбоми
1. 2001: Reflective Frequencies
2. 2003: Blue Moon Station
3. 2005: Extended
4. 2005: Leaving home
5. 2007: EarthShine
6. 2009: Movements
7. 2010: Altered — Second Movements
8. 2010: Origin # 01
9. 2011: Until We Meet The Sky
10. 2012: Random Friday
11. 2013: Origin # 02
12. 2014: Red
13. 2014: Green
14. 2014: Blue
15. 2019: Origin # 03

Мініальбоми (EP)
1. 2019: Undiscovered Stories

Ігрові альбоми
1. 2009: Mirror's Edge Original Game Score
2. 2016: Mirror's Edge Catalyst Game Score

## Студійне обладнання
Аналогові синтезатори
- Alesis Andromeda A6
- Yamaha CS-15
- Syntecno TeeBee MK III
- Korg MS-20
- Korg Polysix
- Oberheim Matrix 1000

Віртуальні синтезатори
- Symbolic Sound KYMA
- Roland V-Synth XT
- Hartmann Neuron VS
- Clavia Nord Modular Exp
- Clavia Nord Modular G2 engine
- Roland JD-990 (vintage exp)
- Access Virus TI Polar
- Yamaha PSS 780
- Casio VL-Tone 1
- Korg Triton exb-moss
- Kurzweil k2000rs

Ефекти / Інші речі
- CMLabs Motormix
- T. C Electronic M-one
- Alesis Air-FX
- Prosonic pb48
- Beringer px 2000
- Alaric GE-106
- Sherman Filterbank MK I
- Gate 201 by RA
- Midisport 4*4 *2
- AKai Me30P
- Evolution mk-425c
- UC-33

Акустика
- Dynaudio BM15A
- Sennheiser HD 650
- Beyerdynamic DT770

Комп'ютери та комплектуючі
- Intel Core 2 Duo E6850 3GHz
- Intel p4 2.53 GHz
- Apple powerbook
- Dell inspiron 5100
- RME Fireface 800
- Alesis AI3 * 2
- M-audio fw-410
- Echo indigo DJ
- Universal Audio UAD-1

Музичні інструменти
- Ситара
- Fisken (custom built guitar)
- Yamaha FG-411C-BL
- Saraswati Veena
- Балалайка
- Line 6 Variax 600

Програмне забезпечення
- Divide Frame — Spectral Layers
- Kyma X
- Native Instrument
- Arturia
- Spectrasonics
- Sony
- Steinberg
- Camel Audio